# U progu życia (film 1985)
U progu życia (tytuł oryginalny: Në prag të jetës) – albański film fabularny z roku 1985 w reżyserii Piro Milkaniego, na motywach dramatu Dhimitra Xhuvaniego.

## Opis fabuły
Film podejmuje problem przygotowania młodzieży do samodzielnego życia w społeczeństwie. Dwoje młodych ludzi: Ardi i Rina zakochuje się w sobie i próbuje przekonać do ich związku nieprzychylne im otoczenie.
Film realizowano w Durrës.

## Obsada
- Rikard Ljarja jako Andrea
- Pranvera Lumani jako Blerta
- Darling Mamaqi jako Landi
- Pavlina Mani jako Ermioni
- Ema Ndoja jako Rina
- Muhamet Sherri jako ojciec Riny
- Ilir Sulejmani jako Ardi
- Suela Konjari jako notariusz
- Ina Gjika jako koleżanka z klasy
- Kristaq Gjoka jako kolega z klasy
- Nikolin Xhoja